# Enzo López
Enzo Adrián López (Paraná, Argentina, 10 de marzo de 1998) es un futbolista argentino que juega como delantero y su equipo actual es el FC Botoșani de la Liga I de Rumanía. Hasta ahora ha jugado en Argentina, Ecuador y Rumania.

## Trayectoria
Se formó en las divisiones inferiores de Sportivo Urquiza y Patronato. Luego se unió a Lanús, sin embargo no logró debutar en el primer equipo y pasó la mayor parte del tiempo en la reserva.
En la temporada 2019-20 fue cedido a Mitre de Santiago del Estero en la Primera B Nacional, logrando disputar 4 partidos y marcando un gol contra Estudiantes de Caseros en una derrota 3-2 como visitante. Para la temporada 2020-21 fue cedido nuevamente, pero está vez a Talleres de Remedios de Escalada, donde tuvo una participación muy limitada, logrando disputar sólo 4 partidos sin anotar goles.
En 2021, se sumó a Los Andes en la Primera B, destacando con 33 partidos y 9 goles, incluyendo un triplete frente a Deportivo Merlo y un doblete frente a Cañuelas. Su progresión continuó en el Atlético Güemes en 2022, con 26 partidos y 4 goles en la Primera B Nacional.
En 2023 tras quedar libre, se unió al Deportivo Cuenca de la Serie A de Ecuador, en dicho club anotó el primer gol de la LigaPro 2023 contra Liga de Quito por la primera jornada del campeonato en una victoria por 2-0. En el equipo morlaco debutó internacionalmente en la Copa Sudamericana 2023, donde fueron eliminados en la primera fase tras perder 2-1 frente a Emelec.
En 2024, se incorporó al FC Botoșani de la Liga I de Rumanía.

## Estadísticas

### Clubes
Actualizado al último partido disputado el 17 de agosto de 2024.
| Club                       | Div.          | Temporada     | Liga  | Liga  | Copas nacionales | Copas nacionales | Copas internacionales | Copas internacionales | Total | Total |
| Club                       | Div.          | Temporada     | Part. | Goles | Part.            | Goles            | Part.                 | Goles                 | Part. | Goles |
| -------------------------- | ------------- | ------------- | ----- | ----- | ---------------- | ---------------- | --------------------- | --------------------- | ----- | ----- |
| Mitre Argentina            | 2.ª           | 2019-20       | 4     | 1     | —                | —                | —                     | —                     | 4     | 1     |
| Mitre Argentina            | Total club    | Total club    | 4     | 1     | 0                | 0                | 0                     | 0                     | 4     | 1     |
| Talleres (RdE) Argentina   | 3.ª           | 2020-21       | 4     | 0     | —                | —                | —                     | —                     | 4     | 0     |
| Talleres (RdE) Argentina   | Total club    | Total club    | 4     | 0     | 0                | 0                | 0                     | 0                     | 4     | 0     |
| Los Andes Argentina        | 3.ª           | 2021          | 33    | 9     | —                | —                | —                     | —                     | 33    | 9     |
| Los Andes Argentina        | Total club    | Total club    | 33    | 9     | 0                | 0                | 0                     | 0                     | 33    | 9     |
| Atlético Güemes Argentina  | 2.ª           | 2022          | 26    | 4     | 1                | 0                | —                     | —                     | 27    | 4     |
| Atlético Güemes Argentina  | Total club    | Total club    | 26    | 4     | 1                | 0                | 0                     | 0                     | 27    | 4     |
| Deportivo Cuenca · Ecuador | 1.ª           | 2023          | 26    | 4     | —                | —                | 1                     | 0                     | 27    | 4     |
| Deportivo Cuenca · Ecuador | Total club    | Total club    | 26    | 4     | 0                | 0                | 1                     | 0                     | 27    | 4     |
| FC Botoșani · Rumania      | 1.ª           | 2023-24       | 17    | 6     | —                | —                | —                     | —                     | 17    | 6     |
| FC Botoșani · Rumania      | 1.ª           | 2024-25       | 5     | 0     | —                | —                | —                     | —                     | 5     | 0     |
| FC Botoșani · Rumania      | Total club    | Total club    | 22    | 6     | 0                | 0                | 0                     | 0                     | 22    | 6     |
| Total carrera              | Total carrera | Total carrera | 115   | 24    | 1                | 0                | 1                     | 0                     | 117   | 24    |
| 1. 2.                      |               |               |       |       |                  |                  |                       |                       |       |       |